# Ривер (тауншип, Миннесота)
Ривер (англ. River) — тауншип в округе Ред-Лейк, Миннесота, США. На 2000 год его население составило 65 человек.

## География
По данным Бюро переписи населения США площадь тауншипа составляет 30,5 км², из которых 30,5 км² занимает суша, водоёмов нет.

## Демография
По данным переписи населения 2000 года здесь находились 65 человек, 25 домохозяйств и 17 семей. Плотность населения —  2,1 чел./км². На территории тауншипа расположено 28 построек со средней плотностью 0,9 построек на один квадратный километр. Расовый состав населения: 95,38 % белых и 4,62 % приходится на две или более других рас.
Из 25 домохозяйств в 44,0 % воспитывались дети до 18 лет, в 64,0 % проживали супружеские пары, в 4,0 % проживали незамужние женщины и в 32,0 % домохозяйств проживали несемейные люди. 28,0 % домохозяйств состояли из одного человека, при том 16,0 % из — одиноких пожилых людей старше 65 лет. Средний размер домохозяйства — 2,60, а семьи — 3,29 человека.
35,4 % населения — младше 18 лет, 24,6 % — от 25 до 44, 7,7 % — от 45 до 64, и _ — старше 65 лет. Средний возраст — 38 лет. На каждые 100 женщин приходилось 103,1 мужчин. На каждые 100 женщин старше 18 приходилось 110,0 мужчин.
Средний годовой доход домохозяйства составлял 41 250 долларов, а средний годовой доход семьи —  42 083 доллара. Средний доход мужчин —  31 875  долларов, в то время как у женщин — 20 417. Доход на душу населения составил 12 335 долларов. За чертой бедности находились 9,5 % семей и 11,1 % всего населения тауншипа, из которых 11,4 % младше 18 лет.